# Westpunt (Curaçao)
Westpunt – miejscowość (plaats) i osada (buurt) w dystrykcie Bandabou, w kraju autonomicznym Curaçao, należącym do Holandii, w Ameryce Południowej. 20 października 2023 r. liczyła 670 mieszkańców. Leży w północno-zachodniej części wyspy.
W miejscowości stoi dużo domów letniskowych, które należą do mieszkańców miasta Willemstad oraz europejskich Holendrów.

## Osady
Dwie osady (buurt) wchodzą w skład miejscowości:
| Lp. | Nazwa    | Powierzchnia km² | Liczba mieszkańców |
| --- | -------- | ---------------- | ------------------ |
| 1.  | Knip     |                  | 122                |
| 2.  | Westpunt | 13,72            | 495                |